# Distretto di İznik
Il distretto di İznik (in turco İznik ilçesi) è un distretto della provincia di Bursa, in Turchia.

## Geografia fisica
Il distretto si trova nella parte orientale della provincia di Bursa e si affaccia sul lago di İznik. Confina a nord con i distretti di Karamürsel, Gölcük e Kocaeli, a est con i distretti di Pamukova e Osmaneli, a sud con il distretto di Yenişehir e a ovest con il distretto di Orhangazi.

## Amministrazioni
Al distretto appartengono 3 comuni e 37 villaggi.

### Comuni
- İznik (centro)
- Boyalıca
- Elbeyli

### Villaggi
| - Aydınlar - Bayındır - Çakırca - Çamdibi - Çamoluk - Çandarlı - Çiçekli - Derbent - Dereköy - Dırazali - Elmalı - Göllüce - Gürmüzlü | - Hacıosman - Hisardere - Hocaköy - İhsaniye - İnikli - Kaynarca - Karatekin - Kırıntı - Kutluca - Mahmudiye - Mecidiye - Mustafalı | - Müşküle - Nüzhetiye - Orhaniye - Osmaniye - Ömerli - Sansarak - Sarıağıl - Süleymaniye - Şerefiye - Tacir - Yenişerefiye - Yürükler |